# Alessandro Bignozzi
Alessandro Bignozzi (Bondeno, 11 gennaio 1944) è un ex bobbista italiano.

## Biografia
Viene ricordato come vincitore di una medaglia d'argento nella sua disciplina, ottenuta ai campionati mondiali del 1971 (edizione tenutasi a Cervinia, Italia) insieme ai suoi connazionali Oscar Dandrea, Antonio Brancaccio e Renzo Caldara
Nell'edizione l'oro andò alla nazionale svizzera.